# Městské muzeum moderního umění v Lille
Městské muzeum moderního umění v Lille, francouzsky Lille Métropole Musée d'art moderne, d'art contemporain et d'art brut (LaM) je francouzské muzeum situované ve Villeneuve-d'Ascq, extravilánu města Lille v severovýchodní Francii. Původní název Musée d'Art moderne de Villeneuve-d'Ascq byl později změněn na Musée d'Art moderne Lille Métropole. Po rozšíření muzejních sbírek nese svůj současný název.
S více než 4500 uměleckých děl na 4000 m² výstavní plochy, je LAM jediné muzeum v Evropě, které prezentuje současně hlavní umělecké směry 20. a 21. století: moderní umění, současné umění a art brut. Ve sbírkách LAM jsou zastoupeni svými díly Pablo Picasso, Amedeo Modigliani, Joan Miró, Georges Braque, Fernand Léger, Alexander Calder a sbírka art brut je největší svého druhu ve Francii. K muzeu patří také knihovna se studovnou, obsahující 40 000 svazků a park s vystavenými sochami. V muzejních sbírkách se nacházejí kresby, obrazy, sochy, fotografie, tisky, ilustrované a umělecké knihy a elektronická média.

## Historie
Musée d'Art moderne de Villeneuve-d'Ascq bylo otevřeno v roce 1983 sbírkou moderního umění, kterou darovali aglomeraci města Lille manželé Geneviève a Jean Masurelovi. V roce 1999 byly sbírky obohaceny o exponáty art brut, díky daru sdružení L'Aracine. Z důvodů stále se rozrůstajících sbírek umění byla v roce 2002 vyhlášena soutěž na restrukturalizaci a dostavbu muzea. Vítězem soutěže se stala francouzská architektka Manuelle Gautrandová. V lednu 2006 bylo muzeum pro účely restrukturalizace sbírek a dostavby nových částí uzavřeno a 25. září 20110 znovu otevřeno pod novým názvem Lille Métropole Musée d'art moderne, d'art contemporain et d'art brut (LaM).

## Architektura
Původní budova muzea ve stylu hospodářského dvora na zeleném pozemku vznikla v roce 1983 podle návrhu architekta Rolanda Simouneta. V roce 2000 byla ve Francii zapsána jako nemovitá památka do Inventaire supplémentaire des Monuments historiques.
V letech 2006 – 2010 proběhla restrukturalizace a rozšíření muzea o 2700 m². Nové budovy autorky vítězného návrhu Manuelle Gautrandové obklopují zadní část původní stavby, architektonicky ji respektují, zároveň však mají současný výraz. Jako fasádu použila autorka panely z vysokopevnostního betonu Ductal, jehož vlastnosti umožnily vytvoření "krajkového" vzoru. Tyto panely přispívají k výtvarnému dojmu při vnějším pohledu a vytvoření atmosféry vnitřních prostor, využívají denní světlo a zároveň chrání vystavené exponáty před UV zářením.

## Vystavená díla (výběr)

### V parku
| - Alexander Calder, Guillotine pour huit (1962) - Alexander Calder, Reims, Croix du Sud (1970) - Jean-Gabriel Coignet, Synclinal (1990) - Richard Deacon, Between Fiction and Fact (1992) | - Eugène Dodeigne, Groupe de 3 personnages, (1986) - Jacques Lipchitz, Le Chant des Voyelles (1931–32) - Pablo Picasso, Femme aux bras écartés (1962) - Jean Roulland, Maternité (1960) |

### V muzeu

#### Moderní umění
| - Georges Braque, La Joueuse de mandoline (1917) - Georges Braque, La Roche-Guyon (1909) - Georges Braque, Le petit éclaireur (1913) - Georges Braque, Les Usines de Rio Tinto à l’Estaque (1910), olej na plátně - Georges Braque, Maisons et arbre (1907-1908) - Bernard Buffet, La Lapidation (1948), olej na plátně - Bernard Buffet, Nature morte au melon (1949) - André Derain, La danse II (vers 1906) - André Derain, Le Parc des Carrières Saint-Denis (1909), olej na plátně - Roger de la Fresnaye, Soldat fumant (1919), akvarel na papíru - Vassili Kandinsky, Composition (1928), - Paul Klee, 17 épices (1931), olej na hedvábí - Paul Klee, Abendliche Figur, (1935) - Paul Klee, Versunkene Insel (1923) - André Lanskoy, Toile abstraite (1976) - Henri Laurens, Bouteille et verre (1919) - Henri Laurens, Les instruments (1928) - Fernand Léger, Esquisse au chien (1920) - Fernand Léger, Femme au bouquet (1924) - Fernand Léger, Figure (1924) - Fernand Léger, La femme couchée (1913) - Fernand Léger, Le Mécanicien (1918) - Fernand Léger, Le poêle (1918) - Fernand Léger, Maquette pour une peinture murale (1938) - Fernand Léger, Nature morte au compotier (1923) | - Fernand Léger, Paysage (1914) - Eugène Leroy, L'Attente (1937), olej na plátně - Eugène Leroy, Silhouettes de femmes (cca 1950), olej na plátně - Eugène Leroy, Buste de Christ en croix (1950), olej na plátně - André Masson, Au cabaret ; Mangeurs de poissons (1923) - Georges Mathieu - Joan Miró Peinture (1933) - Joan Miró, Peinture (1927), olej na plátně - Joan Miró, Trois personnages sur fond noir (1934) - Amedeo Modigliani, Nu assis à la chemise (1917) - Amedeo Modigliani, Maternité (1919) - Amedeo Modigliani, Moïse Kisling, (1916) - Amedeo Modigliani, Petit garçon roux (1919) - Amedeo Modigliani, Tête de femme (vers 1913), bílý mramor - Pablo Picasso, Homme nu assis (1908-1909) - Pablo Picasso, Le Bock (1909), olej na plátně - Pablo Picasso, Nature morte espagnole (Sol y sombra) (1912) - Nicolas de Staël, Composition sur fond gris (1943), olej na plátně - Maurice Utrillo, Rue de Saint-Louis-en-l’Isle (1918), olej na plátně - Kees van Dongen, Femme lippue (1909), olej na plátně - Arthur Van Hecke, Intérieur d’atelier (1954), olej na plátně - Arthur Van Hecke, Portrait de Roger Dutilleul (1954), olej na plátně |

#### Současné umění
- Christian Boltanski, Biennale de Venise
- Daniel Buren, Les Trois Cabanes éclatées en une ou La Cabane éclatée aux trois peaux (1999-2000), dřevo, barevné průhledné plexisklo, vinyl
- Eugène Dodeigne, Personnage debout (1948), dřevo
- Gérard Duchêne, Déperdition (1983)
- François Dufrêne, L’Opéra d’Aran (1965)
- Barry Flanagan, The Boxing Ones (Les Boxeurs) (1985), bronz
- Allan McCollum, Perfect vehicules (1988)
- Annette Messager, Faire des cartes de France (2000)
- Qubo Gas (kolektiv umělců z Lille), Paper moon (2009), multimediální dílo určené pro muzeum
- Jean-Michel Sanejouand, Espace-peinture (1985), triptych, akryl na plátně
- Pierre Soulages, Peinture 222 X 175 cm (1983), olej na plátně
- Jacques Villeglé, DC Lille rue Littré (2000)

#### Art brut
| - A.C.M. - Anonym (ze sbírky Barbus Müller), Tête avec coiffe (19??) - Aloïse Corbaz, Cloisonné de théâtre - Aloïse Corbaz, bez názvu (mezi 1918 a 1964) - Aloïse Corbaz, Noël /Château de Blümenstein / Ange (1940-1945) - Fleury Joseph Crépin, Tableau merveilleux n° 35 (1948), olej na plátně - Fleury Joseph Crépin, Tableau n° 282 (1945), olej na plátně - Auguste Forestier, Personnage à profil d’aigle (1935-1949), dřevo, látka, kůže a kov - Adolphe Julien Fouéré, Homme-animal - Madge Gill, Bez názvu, (1923-1932), tuš na obrácené straně pohlednice - Madge Gill, Bez názvu, (1954), inkoust na vícevrstvém papíru | - Augustin Lesage, Composition décorative (1936) - Augustin Lesage, L’Esprit de la pyramide (1926), olej na plátně - Augustin Lesage, Les Mystères de l'Antique Égypte (1930), olej na plátně - Pascal-Désir Maisonneuve, La reine Victoria (1927-1928) - Élise Müller, La fille de Jaïrus (1913), olej na plátně - Guillaume Pujolle, L’Astronome (1946) - André Robillard, Fusil à tête atomique russe CCCP URSS (1985) - André Robillard, Fusil U.S.A Fichter ARWK (1982) - Willem Van Genk, Minsk-Moscva (1966-1967) - Josué Virgili, Visage-soleil - Joseph Yoakum, Beverlie Bayonne - Carlo Zinelli, Grande fiore verde e giallo, macchina e figure (1968) |

### Výstavy
- 1990 : Fernand Léger
- 1997 : On Kawara
- 1998 : L'envers du décor
- 2000 : Daniel Buren
- 2004 : Mexique-Europe, aller-retour 1910-1960
- 2010 : Habiter poétiquement le monde, zahajovací výstava po znovuotevření muzea (25. 9. 2010 až 30. 1. 2011)
- 2012 : Le ville magique
- 2013 : Tout ce que j'ai appris puis oublié, monografická výstava věnovaná švédskému malíři a kolážistovi Jockumu Nordströmovi

### Galerie

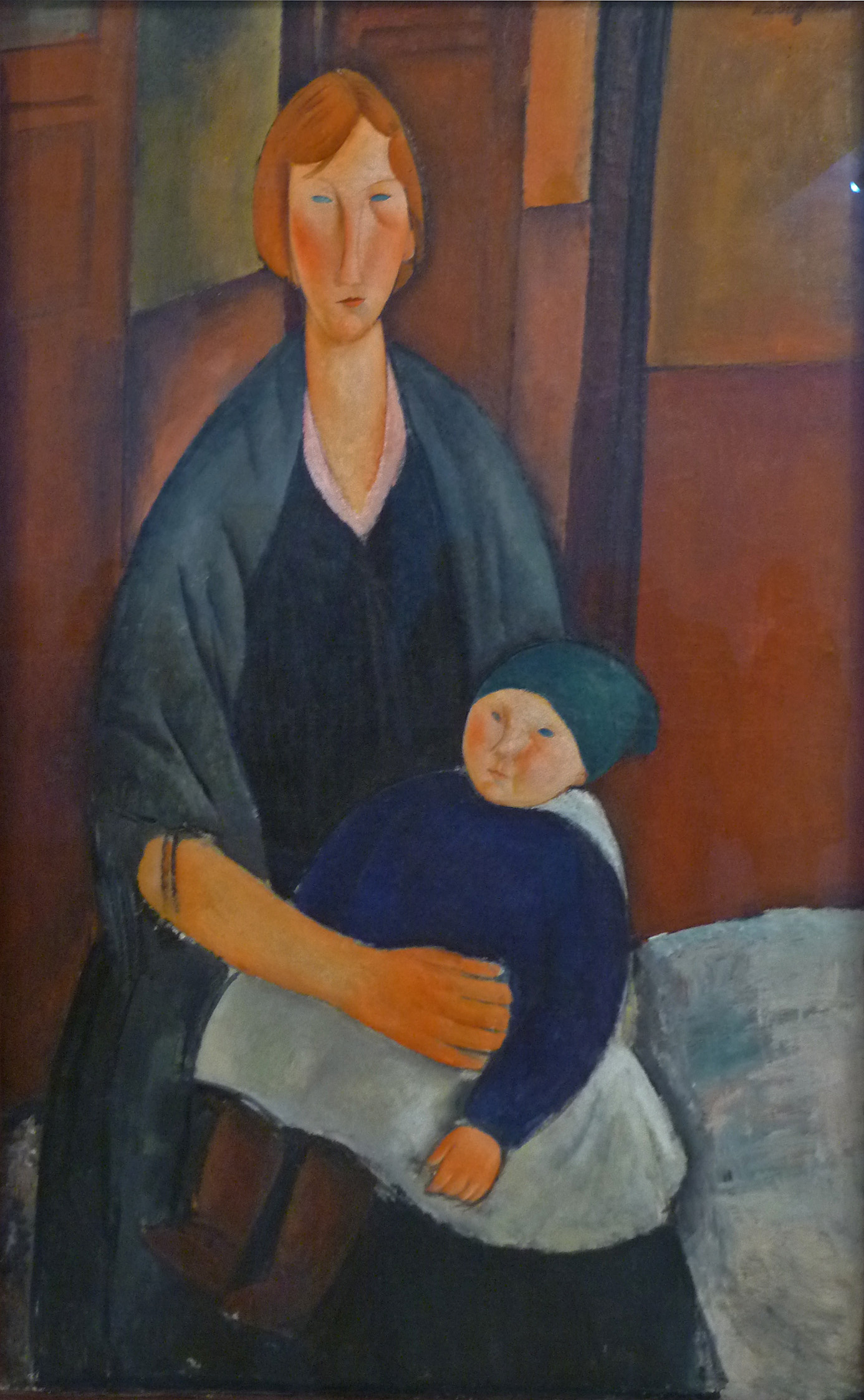
Amedeo Modigliani: Maternité
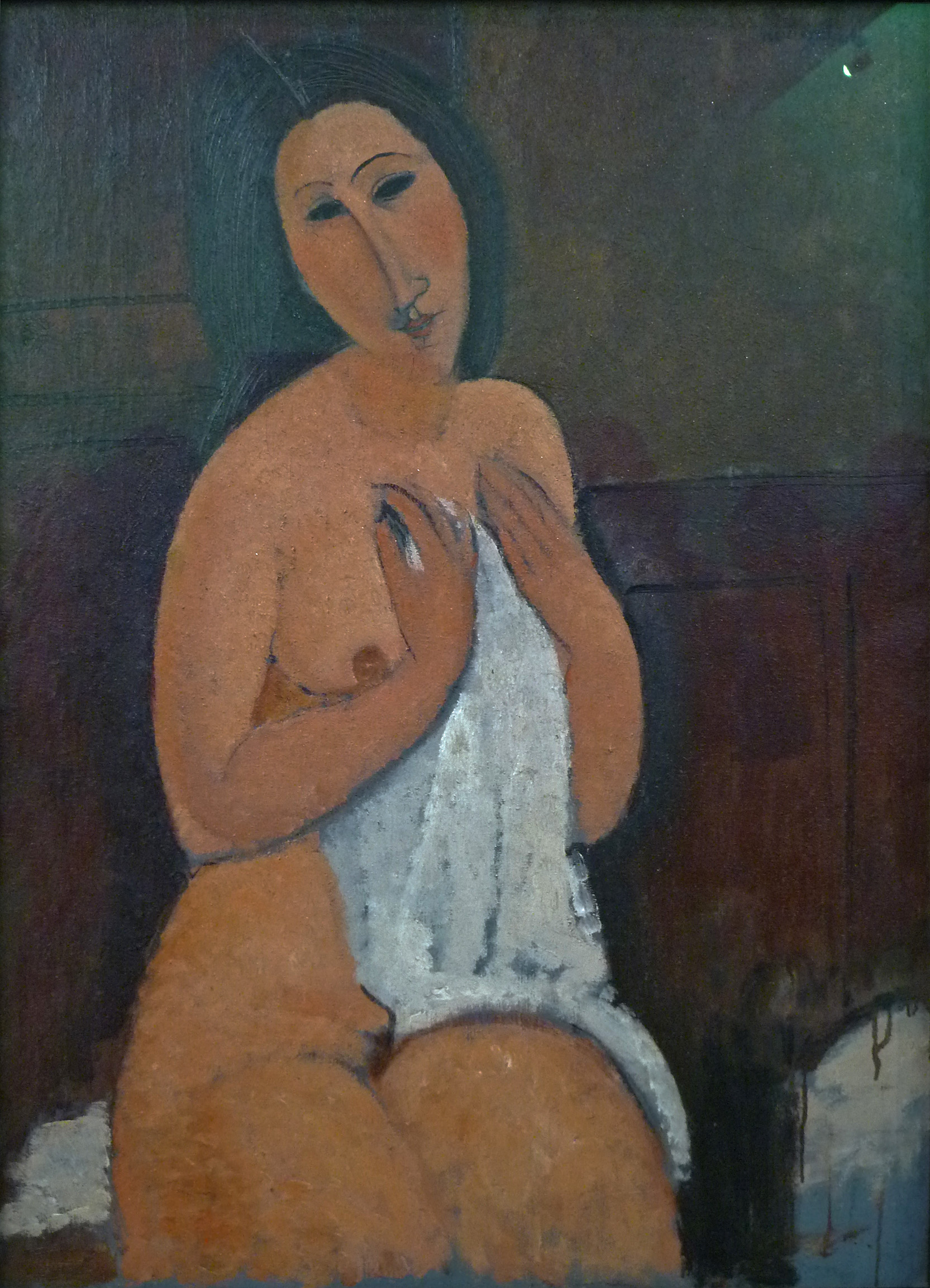
Amedeo Modigliani: Nu assis à la chemise
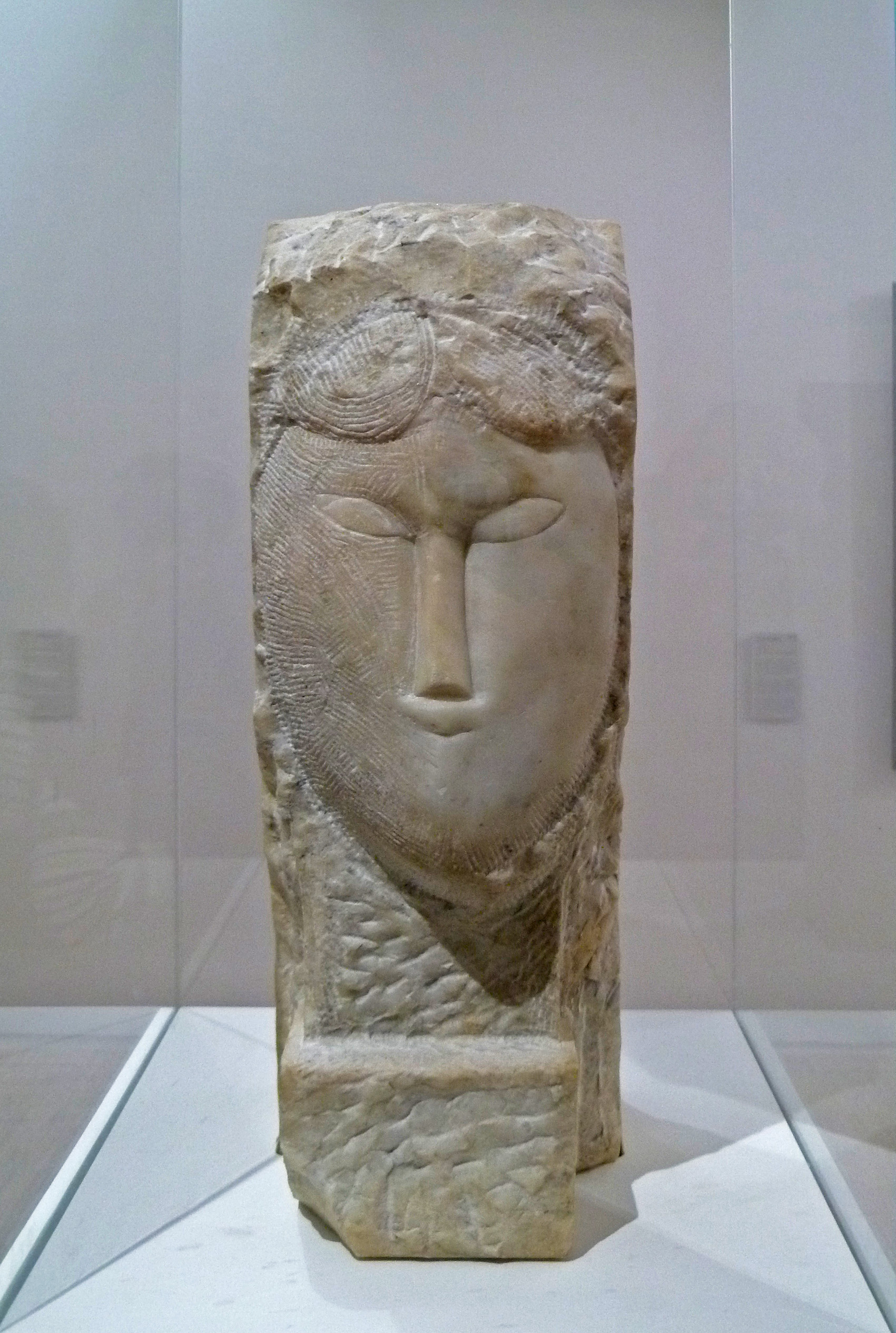
Amedeo Modigliani: Tête de femme
Paul Klee: Abendliche Figur
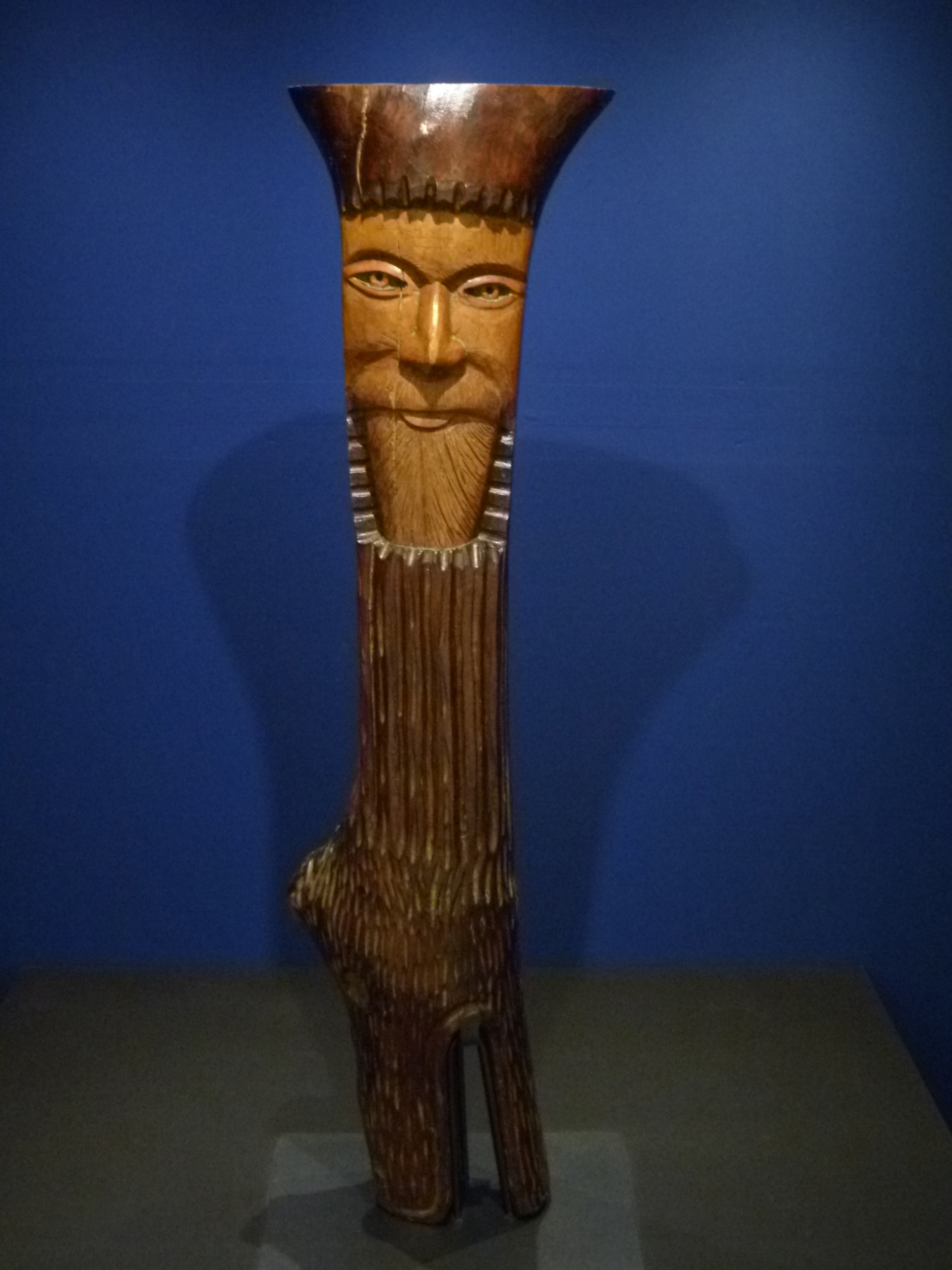
Adolphe Julien Fouéré: Homme-animal